# Боцковац
Боцковац је насељено место у општини Виљево, у славонској Подравини, Република Хрватска.

## Историја
До територијалне реорганизације у Хрватској насеље се налазило у саставу бивше велике општине Доњи Михољац.

## Становништво
По попису из 2011. године село је имало 51 становника.
У табели национални састав за 1971. годину приказани су подаци и за бивше насеље Кабална.
| Националност       | 1991.     | 1981.       | 1971.        |
| Срби               | 75 (100%) | 74 (96,10%) | 179 (97,28%) |
| Хрвати             | 0         | 1 (1,29%)   | 5 (2,71%)    |
| Југословени        | 0         | 2 (2,59%)   | 0            |
| остали и непознато | 0         | 0           | 0            |
| Укупно             | 75        | 77          | 184          |

- За остале пописе видети под Иваново.
- напомене: Од 1900. до 1961. исказује се као део насеља, а од 1971. као самостално насеље настало издвајањем дела из насеља Иваново (до 1991. Гложђе). У 1981. повећано припајањем насеља Кабална које је престало да постоји те за то бивше насеље садржи податке од 1948. до 1971.